# John W. Taylor

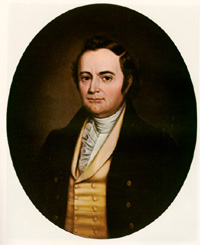
John W. Taylor

John W. Taylor, född 26 mars 1784, död 18 september 1854, var en amerikansk politiker från delstaten New York.
Han var ledamot av USA:s representanthus från New York 1813-1833. Han var talman i representanthuset 1820-1821 och 1825-1827. Han representerade New York i Missourikompromissen. I de förhandlingarna tog han ställning mot utbredningen av slaveriet tillsammans med bl.a. John Quincy Adams.
Efter att han lämnat politiken arbetade han som advokat i Ballston Spa. Han flyttade till Cleveland efter att ha paralyserats av ett slaganfall 1843 och dog där elva år senare.